# 標準状態
標準状態（ひょうじゅんじょうたい）とは、物理学、化学や工学などの分野で、測定する平衡状態に依存する熱力学的な状態量を比較するときに基準とする状態である。標準状態をどのように設定するかは完全に人為的なものであり、理論的な裏付けはないが、歴史的には人間の自然認識に立脚する。
一般的には気体の標準状態のことを指すことが多く、圧力と温度を指定することで示される。科学の分野により、また学会、国際規格団体によって、その定義は様々であり混乱が見られる。このため、日本熱測定学会は統一した値として、地球の大気の標準的な圧力である標準大気圧（1 atm = 101325 Pa）を用いるべきであると主張し啓蒙活動を展開している。

## 標準圧力
指定される圧力は、標準圧力（英: standard pressure）と呼ばれる。しばしば標準圧力であることを示すために記号 ° を付けて p° と書かれる。どのような圧力を p° に指定してもよいので、どのような圧力を p° に指定したのかは明示されなければならない。
標準圧力の設定として主なものが二種類ある。一つは、歴史的に用いられてきた、標準大気圧（英: standard atmosphere）
{\displaystyle p^{\circ }:=1\ {\text{atm}}=101\ 325\ {\text{Pa}}}
であり、もう一つは1982年にIUPACが推奨した
{\displaystyle p^{\circ }:=10^{5}\ {\text{Pa}}}
である。105 Paは、標準状態圧力（英: standard-state pressure, SSP）と呼ばれる。ただし、1982年以前は標準大気圧 101 325 Pa がSSPであった。SSPとは、後述する「物質の標準状態」を規定する際に用いられる圧力であって、他の標準圧力の使用を妨げるものではない。例えばデータベースに収録されている物質の沸点は大抵の場合、標準大気圧下の沸点（normal boiling point）である。
1960年の国際単位系（SI）の採択を経て、IUPACでも1969年にGreen bookを出版してSIへの転換とした。その後1970年代のGreen book改訂の際に標準気圧が非SIになるとして、SSPの慣習的な1 atmから105 Paへの変更が主張され、IUPACの推奨はこの主張に沿って行われた。20年以上（2004年当時）を経過してもIUPACの推奨はしばしば無視されており、化学熱力学のデータベースに二種類の設定があることで混乱が見られる。種々の物理定数の推奨値を発表しているCODATAはIUPACの推奨に沿って後者をSSPとしているが、標準圧力の設定に依存する理想気体のモル体積やサッカー・テトロード定数などは、105 Pa および 101 325 Pa の両方の標準圧力に基づく値で発表している。
IUPACによるSSPの変更の推奨は単位の変更に伴うものとして行われたが、標準状態とは（仮想的な）測定条件であり、基準とする量の選び方であって、単位の選び方ではない。物理学の理論は単位の選び方には依らないが、例えば標準生成エンタルピーは標準状態の設定に依存してその量が変化する（単位の変更による数値の変化ではない）。そもそも、105 PaはSIに沿った一貫性のある単位ではないことに注意。

## 温度と圧力の標準条件
基準とする温度には 25 °C か 0 °C が選ばれることが多い。呼び名のある温度と圧力の標準条件としては、SATPとSTPとNTPが挙げられる。
SATP
基準の温度を25 °C（298.15 K）、標準圧力を 105 Pa とするものがSATP（標準環境温度と圧力、英: standard ambient temperature and pressure）と定義される。
STP（1990年頃以降）
基準の温度を0 °C（273.15 K）、標準圧力を 105 Pa とするものがSTP（標準温度と圧力、英: standard temperature and pressure）と定義される。1990年頃より前のSTPはNTPと同じである。
NTP
基準の温度を0 °C（273.15 K）、標準圧力を 101 325 Pa とするものがNTP（標準温度と圧力、英: normal temperature and pressure）と定義される。NTPは1990年頃より前のSTPと同じである。
気体の標準状態としてどの条件が使われるかは、地域や分野により異なる。『アトキンス物理化学要論』によれば2016年現在、主に 25 °C、105 Pa のSATPが使われるが、0 °C、1 atm のSTPは、今でも使われている。一方『ボール物理化学』によれば、0 °C、105 Pa のSTPが最もふつうの一組である。日本では、単に標準状態といえば 0 °C、1 atm のNTPを指すことが多い。

## 気体の体積
1モルの理想気体の体積は、SATPでは24.8リットル、STPでは22.7リットル（1990年頃より前は22.4リットル）、NTPでは22.4リットルである。

## 物質の標準状態
温度 T における物質の標準状態とは、温度 T、標準状態圧力（SSP） p° におけるその物質の純粋な状態または仮想的な状態である。標準状態にある物質の熱力学量は、標準状態における量であることを表すために ° を付けて表される。例えば標準生成エンタルピーであれば ΔfH° と書かれる（Δf は生成反応（formation）を示す）。温度は引数として ΔfH°(298 K) のように示すか、右下の添え字で ΔfH°298 のように示す。

### 液体と固体の標準状態
液体と固体の標準状態は、純物質がSSPの下にある状態である。例として標準状態におけるグラファイトの熱力学量を表に示す。
| T / K | S°T/J K−1mol−1 | H°T − H°298/kJ mol−1 | ΔfH°T/kJ mol−1 |
| ----- | -------------- | -------------------- | -------------- |
| 0     | 0.00           | -1.05                | 0.00           |
| 298   | 5.69           | 0.00                 | 0.00           |
| 500   | 11.65          | 2.38                 | 0.00           |
| 1000  | 24.45          | 11.82                | 0.00           |
| 2000  | 40.63          | 35.32                | 0.00           |
| 3000  | 50.75          | 60.30                | 0.00           |

グラファイトの標準生成エンタルピー ΔfH°T は表の温度範囲では定義によりゼロである。温度 T における標準エントロピー S°T および標準エンタルピー H°T は、定圧モル熱容量の実測値 Cp(T, p°) からそれぞれ
{\displaystyle S_{T}^{\circ }=\int _{0}^{T}{\frac {C_{p}(T',p^{\circ })}{T'}}\mathrm {d} T'}
および
{\displaystyle H_{T}^{\circ }=H_{298}^{\circ }+\int _{\text{298 K}}^{T}C_{p}(T',p^{\circ })\,\mathrm {d} T'}
と求められる。液体や固体の標準定圧モル熱容量 Cp°(T) は、SSPにおける定圧モル熱容量 Cp(T, p°) と同じである。

### 気体の標準状態
実在気体の標準状態は、SSPの下にある純物質の理想気体である。この状態は仮想的な状態である。例えば 298 K における H2O(gas) の標準状態は、105 Pa（または 1 atm）でも凝縮しない水蒸気であって、これは完全に仮想的な状態である。それに対して、SSPの下で現実に気体として存在する物質は、理想気体とみなせる場合が多い。
| 気体           | H° − H(p°)/kJ mol−1 | Cp°/J K−1mol−1 | Cp(p°)/J K−1mol−1 |
| -------------- | ------------------- | -------------- | ----------------- |
| 水素 H2        | 0.00                | 28.8           | 28.8              |
| 窒素 N2        | 0.01                | 29.1           | 29.2              |
| 二酸化炭素 CO2 | 0.04                | 37.1           | 37.4              |
| アンモニア NH3 | 0.10                | 35.6           | 36.8              |
| ブタン C4H10   | 0.25                | 98.5           | 100.6             |

表から 25 °C、105 Pa におけるアンモニアの生成エンタルピー ΔfH298(p°) が 25 °C、105 Pa における標準生成エンタルピー ΔfH°298 に 0.1 kJ/mol の精度で一致することが分かる。一般に、実在気体は圧力ゼロの極限で理想気体となるので、実在気体の Cp°(T) は Cp(T, p → 0) に等しく、H°(T) は H(T, p → 0) に等しい。四酸化二窒素 N2O4 のように、低圧で分解する分子からなる気体の標準熱力学量は、分光学データと統計力学により計算される。
SSPの下で液体として存在する物質の標準蒸発エンタルピー ΔvapH°(T) は、温度 T における蒸気圧 psat(T) の下での蒸発エンタルピー ΔvapH(T, psat) にほぼ等しい。ただし、蒸気が理想気体とみなせる場合に限る。気相中で二量体を作るギ酸や酢酸などでは、ΔvapH°(T) と ΔvapH(T, psat) は大きく異なる。また、下の表から、気液平衡にあるメタノール蒸気の Cp(psat) が異常に大きいことが分かる。これはメタノール蒸気には CH3OH 分子の他に四量体 (CH3OH)4 が含まれているためである。
| 物質             | psat / 105 Pa | ΔvapH°/kJ mol−1 | ΔvapH(psat)/kJ mol−1 | Cp°(gas)/J K−1mol−1 | Cp(gas; psat)/J K−1mol−1 |
| ---------------- | ------------- | --------------- | -------------------- | ------------------- | ------------------------ |
| 水 H2O           | 0.032         | 44.0            | 44.0                 | 33.6                | 34.4                     |
| メタノール CH3OH | 0.170         | 38.1            | 37.5                 | 44.0                | 116.0                    |
| ペンタン C5H12   | 0.683         | 26.7            | 26.4                 | 120.0               | 123.0                    |

一般に、気体および蒸気の Cp°(T) と H°(T) は、実在気体の圧力ゼロの極限値に等しい。それに対して、気体のエントロピー  S(T, p)　は圧力ゼロの極限で無限大に発散する。そのため、気体の標準エントロピーは、SSPの下にある仮想的な理想気体のエントロピーとして定義される。理想気体の熱容量とエンタルピーは圧力に依存しないので、実在気体の圧力ゼロの極限値から求めた Cp°(T) と H°(T) は、SSPの下にある仮想的な理想気体のそれに等しい。

### 溶液の標準状態
溶媒の標準状態は、純溶媒の標準状態に等しい。
溶質の標準状態は、質量モル濃度 1 mol/kg の仮想的な理想希薄溶液である。 この仮想溶液は、溶質と溶媒の相互作用が現実の溶液と全く同じで、溶質同士の相互作用が全く存在しない溶液である。現実の溶液では、濃度ゼロの極限で溶質同士の相互作用がゼロになる。よって、溶液反応の標準反応エンタルピー ΔrH° と標準反応エントロピー ΔrS°、および標準溶解エンタルピー ΔsolH° は、いずれも無限希釈状態への外挿値として得られる。例えば標準中和エンタルピー ΔnH°(25 °C) = −55.8 kJ/mol は、強酸と強塩基の中和エンタルピーを濃度を変えていくつか測定し、測定結果を濃度ゼロの極限に外挿することにより得られた値である。
溶質成分 B の部分モル体積 VB や部分モル熱容量 Cp, B のような部分モル量もまた、無限希釈の極限で VB° や Cp, B° に収束する。それに対して、部分モルギブズエネルギーすなわち化学ポテンシャルは無限希釈の極限で負の無限大に発散する。そのため、温度 T の溶質成分 B の標準化学ポテンシャル μB°(T) は、SSPの下にある質量モル濃度 1 mol/kg の仮想的な理想希薄溶液における化学ポテンシャルとして次式で定義する。
{\displaystyle \mu _{\text{B}}^{\circ }(T)=\lim _{{\text{all}}\,m_{i}\rightarrow 0}[\mu _{\text{B}}(T,p^{\circ },m_{1},m_{2},...)-RT\ln(m_{\text{B}}/m^{\circ })]}
ここで p° はSSP、mi は i 番目の溶質成分の質量モル濃度、R は気体定数、m° は 1 mol/kg であり、μB(T, p°, m1, m2, ...) は実在溶液における成分 B の化学ポテンシャルである。この定義により、溶質成分 B の標準化学ポテンシャル μB°(T) は VB° や Cp, B° と同様に、溶液の濃度 m = (m1, m2, ...) には依らない値となる。SSPの下での実在溶液の成分 B の化学ポテンシャルは μB°(T) を使うと
{\displaystyle \mu _{\text{B}}(T,p^{\circ },{\boldsymbol {m}})=\mu _{\text{B}}^{\circ }(T)+RT\ln(m_{\text{B}}/m^{\circ })+RT\ln \gamma _{\text{B}}(T,p^{\circ },{\boldsymbol {m}})}
と表される。ここで γB(T, p°, m) は成分 B の活量係数であり、温度、圧力、濃度の関数である。
溶質の標準状態の定義は、溶媒の標準状態の定義と比べて複雑である。しかし、標準状態をこのように定義すると、溶質成分間の相互作用による理想溶液からのずれをすべて活量係数 γB に押し込めることができる。溶液の非理想性が標準状態に取り込まれずに済む、というのがこの定義のポイントである。